# TMR RABe 527
De TMR RABe 527, ook wel Nina genoemd, is een treinstel, een zogenaamde lichtgewichttrein met lagevloerdeel voor het regionaal personenvervoer van de Transports de Martigny et Régions (TMR).

## Geschiedenis
Het treinstel werd in de jaren 1990 ontworpen in een samenwerking tussen Vevey Technologies uit Vevey en Waggonfabrik Talbot uit Aken. Het acroniem Nina staat voor Niederflur Nahverkehrszug.
De BLS bestelde bij Vevey Technologies in 1998 de eerste serie van 13 treinstellen. In 2000 werd bij Vevey Technologies de tweede serie van 6 treinstellen besteld. Tevens plaatste Transports de Martigny et Régions (TMR) een order voor de bouw van 3 treinstellen en Transports Régionaux Neuchâtelois (TRN) een order voor de bouw van 2 treinstellen.

## Constructie en techniek
Het treinstel werd van motorwagen tot vierdelig treinstel aangeboden. De elektrische installatie werd gebouwd door Holec BV uit Ridderkerk (later verder als Traxis en overgenomen door Alstom). Deze treinstellen kunnen tot vier stuks gecombineerd rijden. De treinstellen zijn uitgerust met luchtvering.

## Treindiensten
De treinstellen van Transports de Martigny et Régions (TMR) verzorgen het regionaal personenvervoer op de volgende trajecten:
- Martigny – Sembrancher – Orsières
- Sembrancher – Le Châble

Vroeger voor de RegionAlps ook op het traject:
- Saint-Gingolph – Saint-Maurice – Martigny – Sion